# Altubinal
Altubinal (del ruso: Алтубинал) es un jútor del raión de Tuapsé del krai de Krasnodar, en el sur de Rusia. Está situado en las estribaciones del Cáucaso Occidental, en la cabecera del río Pshish, 30 km al nordeste de Tuapsé y 103 km al sur de Krasnodar, la capital del krai. Tenía 33 habitantes en 1999.
Pertenece al municipio Oktiábrskoye.

## Historia
Su nombre deriva del idioma armenio "seis" (altu) "calveros" (binal). El 1 de enero de 1987 contaba con 15 habitantes.